# Belgique aux Jeux olympiques d'été de 2020
La Belgique participe aux Jeux olympiques d'été de 2020 à Tokyo. Initialement prévus du 24 juillet au 9 août 2020, les Jeux ont été reportés du 23 juillet au 8 août 2021, en raison de la pandémie de Covid-19. Depuis les débuts officiels de la nation aux Jeux olympiques de 1900, les athlètes belges sont apparus dans chaque édition des Jeux olympiques d'été, à l'exception des Jeux olympiques de 1904 à Saint-Louis.
Le Comité international olympique autorise à partir de ces Jeux à ce que les délégations présentent deux porte-drapeaux, une femme et un homme, pour la cérémonie d'ouverture. Le joueur de hockey sur gazon Félix Denayer et l'heptathlonienne Nafissatou Thiam sont nommés porte-drapeaux de la délégation belge.
Lors de la cérémonie de clôture, c'est le capitaine de l'équipe d'équitation, Grégory Wathelet, qui est le porte-drapeau pour la Belgique.

## Athlètes engagés
| Sport            | Hommes | Femmes | Total |
| ---------------- | ------ | ------ | ----- |
| Athlétisme       | 16     | 13     | 29    |
| Aviron           | 2      | 0      | 2     |
| Badminton        | 0      | 1      | 1     |
| Basket-ball      | 4      | 12     | 16    |
| Canoë-kayak      | 2      | 2      | 4     |
| Cyclisme         | 8      | 7      | 15    |
| Équitation       | 4      | 3      | 7     |
| Golf             | 2      | 1      | 3     |
| Gymnastique      | 0      | 4      | 4     |
| Haltérophilie    | 0      | 2      | 2     |
| Hockey sur gazon | 16     | 0      | 16    |
| Judo             | 3      | 1      | 4     |
| Natation         | 1      | 1      | 2     |
| Skateboard       | 1      | 1      | 2     |
| Taekwondo        | 1      | 0      | 1     |
| Tennis           | 2      | 2      | 4     |
| Tir              | 0      | 1      | 1     |
| Tir à l'arc      | 1      | 0      | 1     |
| Triathlon        | 2      | 2      | 4     |
| Voile            | 1      | 3      | 4     |
| Total            | 66     | 55     | 121   |

## Médailles & Top 8
| Résultat final                      | Athlète                        | Sport                                                    | Discipline                           | Stage          | Résultat    |
| ----------------------------------- | ------------------------------ | -------------------------------------------------------- | ------------------------------------ | -------------- | ----------- |
| Médaille d'or, Jeux olympiques      | Nafissatou Thiam               | Athlétisme                                               | Heptathlon                           | Résultat final | 6791 pts    |
| Médaille d'or, Jeux olympiques      | Nina Derwael                   | Gymnastique artistique                                   | Barres asymétriques                  | Résultat final | 15.200 pts  |
| Médaille d'or, Jeux olympiques      | Red Lions                      | Hockey sur gazon                                         | Tournoi masculin                     | Résultat final | NC          |
| Médaille d'argent, Jeux olympiques  | Wout van Aert                  | Cyclisme sur route                                       | Course en ligne masculine            | Résultat final | 6:06:33     |
| Médaille de bronze, Jeux olympiques | Bashir Abdi                    | Athlétisme                                               | Marathon                             | Résultat final | 2:10:00     |
| Médaille de bronze, Jeux olympiques | Equestrian Team Jumping        | Équitation                                               | Saut d'obstacles par équipes         | Résultat final | 12 pts      |
| Médaille de bronze, Jeux olympiques | Matthias Casse                 | Judo                                                     | Moins de 81 kg hommes                | Résultat final | NC          |
| 4                                   | Belgian Tornados               | Athlétisme                                               | Relais 4 × 400 m masculin            | Résultat final | 2:57.88     |
| 4                                   | Noor Vidts                     | Athlétisme                                               | Heptathlon                           | Résultat final | 6571 pts    |
| 4                                   | 3x3 Belgian Lions              | Basket-ball aux Jeux olympiques d'été de 2020            | Tournoi masculin                     | Résultat final | NC          |
| 4                                   | Lotte Kopecky                  | Cyclisme sur route aux Jeux olympiques d'été de 2020     | Course en ligne féminine             | Résultat final | 3:54:24     |
| 4                                   | Cycling Track Team Madison Men | Cyclisme sur piste aux Jeux olympiques d'été de 2020     | Course à l'américaine masculine      | Résultat final | 32 pts      |
| 4                                   | Emma Plasschaert               | Voile aux Jeux olympiques d'été de 2020                  | Laser Radial femmes                  | Résultat final | NC          |
| 4                                   | Marten Van Riel                | Triathlon aux Jeux olympiques d'été de 2020              | Triathlon masculin individuel        | Résultat final | 1:45:52     |
| 5                                   | Athletics Team 4x400m Mixed    | Athlétisme                                               | Relais 4 × 400 m mixte               | Résultat final | 3:11.51     |
| 5                                   | Belgian Sharks                 | Aviron aux Jeux olympiques d'été de 2020                 | Deux de couple poids légers masculin | Résultat final | 0218.0      |
| 5                                   | Équipe du relais mixte         | Triathlon aux Jeux olympiques d'été de 2020              | Relais mixte                         | Résultat final | NC          |
| 5                                   | Nina Sterckx                   | Haltérophilie aux Jeux olympiques d'été de 2020          | Moins de 49 kg femmes                | Résultat final | 180kg       |
| 6                                   | Hermien Peters                 | Canoë-kayak aux Jeux olympiques d'été de 2020            | K1 500 mètres femmes                 | Résultat final | 1:53.716    |
| 6                                   | Wout van Aert                  | Cyclisme sur route                                       | Contre-la-montre masculin            | Résultat final | 56:44.72    |
| 6                                   | Nina Derwael                   | Gymnastique artistique                                   | concours général individuel femmes   | Résultat final | 55.965 pts  |
| 7                                   | Belgian Cheetahs               | Athlétisme                                               | Relais 4 × 400 m féminin             | Résultat final | 3:23.96     |
| 7                                   | Belgian Cats                   | Basket-ball aux Jeux olympiques d'été de 2020            | Tournoi féminin                      | Résultat final | NC          |
| 7                                   | Charline Van Snick             | Judo                                                     | Moins de 52 kg femmes                | Résultat final | NC          |
| 8                                   | Belgym Women                   | Gymnastique artistique aux Jeux olympiques d'été de 2020 | Concours général par équipes femmes  | Résultat final | 159.695 pts |
| 8                                   | Fanny Lecluyse                 | Natation aux Jeux olympiques d'été de 2020               | 200 m brasse féminin                 | Résultat final | 2:24.57     |

## Résultats

### Athlétisme
Les athlètes belges ont en outre atteint les normes d'inscription, soit par temps de qualification, soit par classement mondial, dans les épreuves d'athlétisme suivantes (jusqu'à un maximum de 3 athlètes dans chaque épreuve),:
| Athlète                                                                                                   | Épreuve                   | 1er tour       | 1er tour    | Demi-finale   | Demi-finale | Finale          | Finale                              |
| Athlète                                                                                                   | Épreuve                   | Temps          | Rang        | Temps         | Rang        | Temps           | Rang                                |
| --- | ------------------------- | -------------- | ----------- | ------------- | ----------- | --------------- | ----------------------------------- |
| Robin Vanderbemden                                                                                        | 200 m masculin            | 20 s 70        | 3e          | 21 s 0        | 7e          | Éliminé         | Éliminé                             |
| Kévin Borlée                                                                                              | 400 m masculin            | 45 s 36        | 2e          | Abandon       | Abandon     | Éliminé         | Éliminé                             |
| Jonathan Sacoor                                                                                           | 400 m masculin            | 45 s 41        | 3e          | 45 s 88       | 8e          | Éliminé         | Éliminé                             |
| Eliott Crestan                                                                                            | 800 m masculin            | 1 min 44 s 84  | 4e          | Éliminé       | Éliminé     | Éliminé         | Éliminé                             |
| Ismael Debjani                                                                                            | 1 500 m masculin          | 3 min 36 s     | 1er         | 3 min 42 s 18 | 11e         | Éliminé         | Éliminé                             |
| Isaac Kimeli                                                                                              | 5 000 m masculin          | 13 min 57 s 36 | 17e         | Non disputé   | Non disputé | Éliminé         | Éliminé                             |
| Robin Hendrix                                                                                             | 5 000 m masculin          | 13 min 58 s 37 | 16e         | Non disputé   | Non disputé | Éliminé         | Éliminé                             |
| Isaac Kimeli                                                                                              | 10 000 m masculin         | Non disputé    | Non disputé | Non disputé   | Non disputé | 28 min 31 s 91  | 18e                                 |
| Bashir Abdi                                                                                               | Marathon masculin         | Non disputé    | Non disputé | Non disputé   | Non disputé | 2 h 10 min 0 s  | Médaille de bronze, Jeux olympiques |
| Koen Naert                                                                                                | Marathon masculin         | Non disputé    | Non disputé | Non disputé   | Non disputé | 2 h 12 min 13 s | 10e                                 |
| Dieter Kersten                                                                                            | Marathon masculin         | Non disputé    | Non disputé | Non disputé   | Non disputé | 2 h 22 min 6 s  | 59e                                 |
| Michael Obasuyi                                                                                           | 110 m haies               | 13 s 65        | 6e          | Éliminé       | Éliminé     | Éliminé         | Éliminé                             |
| Dylan Borlée Jonathan Borlée Kévin Borlée Alexander Doom Jonathan Sacoor Robin Vanderbemden Julien Watrin | Relais 4 × 400 m masculin | 2 min 59 s 37  | 3e          | Non disputé   | Non disputé | 2 min 57 s 88   | 4e                                  |
| Imke Vervaet                                                                                              | 200 m féminin             | 23 s 5         | 4e          | 23 s 31       | 7e          | Éliminée        | Éliminée                            |
| Cynthia Bolingo                                                                                           | 400 m féminin             | Forfait        | Forfait     | Éliminée      | Éliminée    | Éliminée        | Éliminée                            |
| Élise Vanderelst                                                                                          | 1 500 m féminin           | 4 min 5 s 63   | 9e          | 4 min 4 s 86  | 11e         | Éliminée        | Éliminée                            |
| Hanne Verbruggen                                                                                          | Marathon féminin          | Non disputé    | Non disputé | Non disputé   | Non disputé | 2 h 38 min 3 s  | 49e                                 |
| Mieke Gorissen                                                                                            | Marathon féminin          | Non disputé    | Non disputé | Non disputé   | Non disputé | 2 h 34 min 24 s | 28e                                 |
| Anne Zagré                                                                                                | 100 m haies               | 12 s 83        | 3e          | 12 s 78       | 8e          | Éliminée        | Éliminée                            |
| Hanne Claes                                                                                               | 400 m haies féminin       | 56 s 38        | 8e          | Éliminée      | Éliminée    | Éliminée        | Éliminée                            |
| Paulien Couckuyt                                                                                          | 400 m haies féminin       | 54 s 90        | 3e          | 54 s 47       | 3e          | Éliminée        | Éliminée                            |
| Camille Laus Cynthia Bolingo Imke Vervaet Naomi Van Den Broeck Paulien Couckuyt Hanne Claes Hanne Maudens | Relais 4 × 400 m féminin  | 3 min 24 s 8   | 3e          | Non disputé   | Non disputé | 3 min 23 s 96   | 7e                                  |
| Dylan Borlée Jonathan Borlée Kevin Borlée Camille Laus Imke Vervaet Cynthia Bolingo                       | Relais 4 × 400 m mixte    | 3 min 12 s 75  | 3e          | Non disputé   | Non disputé | 3 min 11 s 51   | 5e                                  |

| Athlète      | Épreuve                   | Qualification | Qualification | Finale      | Finale   |
| Athlète      | Épreuve                   | Performance   | Rang          | Performance | Rang     |
| ------------ | ------------------------- | ------------- | ------------- | ----------- | -------- |
| Ben Broeders | Saut à la perche masculin | 5,65 m        | 18e           | Éliminé     | Éliminé  |
| Fanny Smets  | Saut à la perche féminin  | 4,25 m        | 14e           | Éliminée    | Éliminée |

| Athlète                 | Épreuve  | 100 m   | SL | LP      | SH      | 400 m   | 110 H   | LD      | SP      | LJ      | 1 500 m | Total   | Rang    |
| ----------------------- | -------- | ------- | -- | ------- | ------- | ------- | ------- | ------- | ------- | ------- | ------- | ------- | ------- |
| Thomas Van der Plaetsen | Résultat | 11 s 05 | NM | Abandon | Abandon | Abandon | Abandon | Abandon | Abandon | Abandon | Abandon | Abandon | Abandon |
| Thomas Van der Plaetsen | Points   | 850     | -  | -       | -       | -       | -       | -       | -       | -       | -       | Abandon | Abandon |

| Athlète          | Épreuve  | 100 H   | SH     | LP      | 200 m   | SL     | LJ      | 800 m         | Total | Rang                           |
| ---------------- | -------- | ------- | ------ | ------- | ------- | ------ | ------- | ------------- | ----- | ------------------------------ |
| Nafissatou Thiam | Résultat | 13 s 54 | 1,92 m | 14,82 m | 24 s 90 | 6,60 m | 54,68 m | 2 min 15 s 98 | 6 791 | Médaille d'or, Jeux olympiques |
| Nafissatou Thiam | Points   | 1 044   | 1 132  | 849     | 896     | 1 040  | 951     | 879           | 6 791 | Médaille d'or, Jeux olympiques |
| Noor Vidts       | Résultat | 13 s 17 | 1,83 m | 14,33 m | 23 s 70 | 6,32 m | 41,80 m | 2 min 9 s 5   | 6 571 | 4e                             |
| Noor Vidts       | Points   | 1 099   | 1 016  | 816     | 1 010   | 949    | 702     | 979           | 6 571 | 4e                             |

### Aviron
La Belgique a qualifié un bateau en deux de couple poids léger hommes pour les Jeux en remportant la finale B et en obtenant la dernière des sept places disponibles aux Championnats du monde FISA 2019 à Ottensheim, en Autriche.
Légende: FA = finale A (médaille) ; FB = finale B (pas de médaille) ; FC = finale C (pas de médaille) ; FD = finale D (pas de médaille) ; FE = finale E (pas de médaille) ; FF = finale F (pas de médaille) ; SA/B = demi-finales A/B ; SC/D = demi-finales C/D ; SE/F = demi-finales E/F ; QF = quarts de finale; R= repêchage
| Athlète                      | Compétition                          | Série         | Série   | Repêchages  | Repêchages  | Demi-finale  | Demi-finale | Finale        | Finale |
| Athlète                      | Compétition                          | Temps         | Rang    | Temps       | Rang        | Temps        | Rang        | Temps         | Rang   |
| ---------------------------- | ------------------------------------ | ------------- | ------- | ----------- | ----------- | ------------ | ----------- | ------------- | ------ |
| Tim Brys Niels van Zandweghe | Deux de couple poids légers masculin | 6 min 26 s 51 | 2e SA/B | Non disputé | Non disputé | 6 min 13 s 7 | 3e          | 6 min 18 s 10 | 5e     |

### Badminton
La Belgique a inscrit un joueur de badminton dans le tournoi olympique. Prévue pour participer à ses troisièmes Jeux consécutifs, Lianne Tan a obtenu une place en simple dames parmi les 34 meilleures navetteuses individuelles du BWF Race to Tokyo Rankings du 15 juin 2021.
| Athlète    | Événement    | Phase de groupes           | Phase de groupes             | Phase de groupes | 1/8 de finale    | Quarts de finale | Demi-finale      | Finale / MB      | Finale / MB |
| Athlète    | Événement    | Adversaire Score           | Adversaire Score             | Rang             | Adversaire Score | Adversaire Score | Adversaire Score | Adversaire Score | Rang        |
| ---------- | ------------ | -------------------------- | ---------------------------- | ---------------- | ---------------- | ---------------- | ---------------- | ---------------- | ----------- |
| Lianne Tan | Simple dames | Thuzar Victoire 21-6, 21-8 | Tunjung Défaite 11-21, 17-21 | 2e du gr. M      | Éliminée         | Éliminée         | Éliminée         | Éliminée         | Éliminée    |

### Basket-ball

#### Basket-ball à trois
| Épreuve          | Phase de poules         | Phase de poules     | Phase de poules    | Phase de poules      | Phase de poules     | Phase de poules         | Phase de poules        | Phase de poules | Quart de finale  | Demi-finale           | Finale / MB          | Rang |
| Épreuve          | Adversaire Score        | Adversaire Score    | Adversaire Score   | Adversaire Score     | Adversaire Score    | Adversaire Score        | Adversaire Score       | Rang            | Adversaire Score | Adversaire Score      | Adversaire Score     | Rang |
| ---------------- | ----------------------- | ------------------- | ------------------ | -------------------- | ------------------- | ----------------------- | ---------------------- | --------------- | ---------------- | --------------------- | -------------------- | ---- |
| Tournoi masculin | Lettonie Victoire 21-20 | Japon Défaite 16-18 | ROC Victoire 21-16 | Serbie Défaite 14-21 | Chine Défaite 20-21 | Pays-Bas Victoire 18-17 | Pologne Victoire 16-14 | 2e              | Non disputé      | Lettonie Défaite 8-21 | Serbie Défaite 10-21 | 4e   |

#### Basket-ball à cinq
| Épreuve         | Phase de groupe          | Phase de groupe           | Phase de groupe     | Phase de groupe | Quart de finale     | Demi-finale      | Finale / MB      | Rang |
| Épreuve         | Adversaire Score         | Adversaire Score          | Adversaire Score    | Rang            | Adversaire Score    | Adversaire Score | Adversaire Score | Rang |
| --------------- | ------------------------ | ------------------------- | ------------------- | --------------- | ------------------- | ---------------- | ---------------- | ---- |
| Tournoi féminin | Australie Victoire 70-85 | Porto Rico Victoire 87-52 | Chine Défaite 74-62 | 2e              | Japon Défaite 86-85 | Éliminées        | Éliminées        | 7e   |

### Canoë-kayak
La Belgique a inscrit un canoéiste pour concourir dans la classe masculine K-1 aux Jeux, car la Fédération internationale de canoë a accepté la demande de la nation de réclamer une place inutilisée aux championnats d'Océanie 2020.
| Gabriel De Coster | K1 200 m hommes | 98 s 67 | 22e | Éliminé | Éliminé | Éliminé | Éliminé |

La Belgique a qualifié un bateau dans le K-2 200 m féminin pour les Jeux en terminant quatrième au classement général et deuxième parmi les nations éligibles à la qualification olympique aux Championnats du monde de course en ligne de canoë-kayak de 2019 à Szeged en Hongrie. Pendant ce temps, un bateau supplémentaire a été attribué au canoéiste belge dans le K-1 1000 m masculin en remportant la médaille d'or à la régate européenne de qualification de canoë sprint 2021.
| Athlète                    | Compétition       | Série          | Série | Quarts de finale | Quarts de finale | Demi-finale    | Demi-finale | Finale Finale B Finale C | Finale Finale B Finale C |
| Athlète                    | Compétition       | Temps          | Rang  | Temps            | Rang             | Temps          | Rang        | Temps                    | Rang                     |
| -------------------------- | ----------------- | -------------- | ----- | ---------------- | ---------------- | -------------- | ----------- | ------------------------ | ------------------------ |
| Artuur Peters              | K1 1 000 m hommes | 3 min 41 s 967 | 3e    | 3 min 45 s 712   | 1er              | 3 min 26 s 773 | 5e          | Finale B 3 min 26 s 781  | 10e                      |
| Lize Broekx                | K1 500 m femmes   | 1 min 52 s 476 | 7e    | 1 min 49 s 336   | 2e               | 1 min 54 s 489 | 5e          | Finale C 1 min 56 s 842  | 5e                       |
| Hermien Peters             | K1 500 m femmes   | 1 min 47 s 959 | 1er   | Exemptée         | Exemptée         | 1 min 52 s 829 | 2e          | Finale A 1 min 53 s 716  | 6e                       |
| Lize Broekx Hermien Peters | K2 500 m femmes   | 1 min 48 s 137 | 4e    | 1 min 47 s 649   | 1re              | 1 min 39 s 046 | 5e          | 1 min 38 s 457           | 9e                       |

### Cyclisme

#### BMX Racing
| Athlète      | Compétition | Quart de finale | Quart de finale | Demi-finale | Demi-finale | Finale   | Finale   |
| Athlète      | Compétition | Points          | Rang            | Points      | Rang        | Temps    | Rang     |
| ------------ | ----------- | --------------- | --------------- | ----------- | ----------- | -------- | -------- |
| Elke Vanhoof | Femmes      | 12              | 4e              | 16          | 6e          | Éliminée | Éliminée |

#### Cyclisme sur piste
Après l'achèvement des Championnats du monde de cyclisme sur piste 2020, les coureurs belges ont accumulé des places pour les hommes et les femmes en madison et omnium en fonction des résultats de leur pays au classement final olympique UCI.
| Athlète         | Compétition   | Scratch | Scratch | Course tempo | Course tempo | Élimination | Élimination | Course aux points | Course aux points | Total   | Rang    |
| Athlète         | Compétition   | Rang    | Points  | Rang         | Points       | Rang        | Points      | Rang              | Points            | Total   | Rang    |
| --------------- | ------------- | ------- | ------- | ------------ | ------------ | ----------- | ----------- | ----------------- | ----------------- | ------- | ------- |
| Kenny De Ketele | Omnium hommes | 11e     | 20      | 7e           | 28           | 10e         | 22          | Éliminé           | Éliminé           | 70      | 13e     |
| Lotte Kopecky   | Omnium hommes | 13e     | 16      | Abandon      | Abandon      | Abandon     | Abandon     | Abandon           | Abandon           | Abandon | Abandon |

| Athlète                      | Épreuve | Points | Tours | Total | Classement |
| ---------------------------- | ------- | ------ | ----- | ----- | ---------- |
| Kenny De Ketele Robbe Ghys   | Hommes  | 32     | 0     | 32    | 4e         |
| Jolien D'Hoore Lotte Kopecky | Femmes  | 2      | -20   | -18   | 10e        |

#### Cyclisme sur route
La Belgique a inscrit une équipe de huit coureurs (cinq hommes et trois femmes) pour participer à leurs courses olympiques sur route respectives, en vertu de leur classement dans les 50 premiers nationaux (pour les hommes) et les 22 premiers (pour les femmes) au Classement mondial UCI.
| Athlète            | Compétition | Temps          | Rang |
| ------------------ | ----------- | -------------- | ---- |
| Remco Evenepoel    | Hommes      | 57 min 21 s 27 | 9e   |
| Wout van Aert      | Hommes      | 56 min 44 s 72 | 6e   |
| Julie Van de Velde | Femmes      | 34 min 23 s 49 | 19e  |

| Athlète            | Compétition | Temps           | Rang                               |
| ------------------ | ----------- | --------------- | ---------------------------------- |
| Remco Evenepoel    | Hommes      | 6 h 15 min 38 s | 49e                                |
| Wout van Aert      | Hommes      | 6 h 6 min 33 s  | Médaille d'argent, Jeux olympiques |
| Tiesj Benoot       | Hommes      | 6 h 16 min 53 s | 58e                                |
| Greg Van Avermaet  | Hommes      | Abandon         | Abandon                            |
| Mauri Vansevenant  | Hommes      | 6 h 21 min 46 s | 77e                                |
| Valerie Demey      | Femmes      | Abandon         | Abandon                            |
| Lotte Kopecky      | Femmes      | 3 h 54 min 24 s | 4e                                 |
| Julie Van de Velde | Femmes      | 4 h 1 min 8 s   | 42e                                |

#### VTT
Les vététistes belges se sont qualifiés pour une place de quota hommes et une place de quota femmes chacun dans la course olympique de cross-country, grâce à la treizième place de la nation pour les hommes et quatorzième pour les femmes, respectivement, dans la liste de classement olympique UCI du 16 mai 2021.
| Athlète         | Compétition | Temps          | Rang |
| --------------- | ----------- | -------------- | ---- |
| Jens Schuermans | Hommes      | 1 h 29 min 7 s | 18e  |
| Githa Michiels  | Femmes      | à 2 tours      | 33e  |

### Équitation
| Athlète                                       | Cheval                         | Compétition | Grand Prix | Grand Prix | Grand prix spécial | Grand prix spécial | Grand prix libre | Grand prix libre | Total    | Total    |
| Athlète                                       | Cheval                         | Compétition | Score      | Rang       | Score              | Rang               | Technique        | Artistique       | Score    | Rang     |
| --------------------------------------------- | ------------------------------ | ----------- | ---------- | ---------- | ------------------ | ------------------ | ---------------- | ---------------- | -------- | -------- |
| Domien Michiels                               | Intermezzo van het Meerdaalhof | Individuel  | 70,202     | 28e        | Non disputé        | Non disputé        | Éliminé          | Éliminé          | Éliminé  | Éliminé  |
| Larissa Pauluis                               | Flambeau                       | Individuel  | 67,251     | 42e        | Non disputé        | Non disputé        | Éliminée         | Éliminée         | Éliminée | Éliminée |
| Laurence Roos                                 | Fil Rouge                      | Individuel  | 70,699     | 23e        | Non disputé        | Non disputé        | Éliminée         | Éliminée         | Éliminée | Éliminée |
| Domien Michiels Larissa Pauluis Laurence Roos | voir ci-dessus                 | Par équipes | 6 702,5    | 10e        | Éliminés           | Éliminés           | Non disputé      | Non disputé      | Éliminés | Éliminés |

| Athlète                  | Cheval           | Compétition | Dressage  | Dressage | Cross-country | Cross-country | Cross-country | Saut d'obstacles | Saut d'obstacles | Saut d'obstacles | Saut d'obstacles | Saut d'obstacles | Saut d'obstacles | Total     | Total   |
| Athlète                  | Cheval           | Compétition | Dressage  | Dressage | Cross-country | Cross-country | Cross-country | Qualification    | Qualification    | Qualification    | Finale           | Finale           | Finale           | Total     | Total   |
| Athlète                  | Cheval           | Compétition | Pénalités | Rang     | Pénalités     | Total         | Rang          | Pénalités        | Total            | Rang             | Pénalités        | Total            | Rang             | Pénalités | Rang    |
| ------------------------ | ---------------- | ----------- | --------- | -------- | ------------- | ------------- | ------------- | ---------------- | ---------------- | ---------------- | ---------------- | ---------------- | ---------------- | --------- | ------- |
| Lara de Liedekerke-Meier | Alpaga d’Arville | Individuel  | 37,20     | 33e      | Abandon       | Abandon       | Abandon       | Abandon          | Abandon          | Abandon          | Abandon          | Abandon          | Abandon          | Abandon   | Abandon |

| Athlète                                        | Cheval            | Compétition | Qualification | Qualification | Qualification | Qualification | Qualification | Finale    | Finale    | Finale    | Finale | Finale                              |
| Athlète                                        | Cheval            | Compétition | Pénalités     | Pénalités     | Pénalités     | Temps         | Rang          | Pénalités | Pénalités | Pénalités | Temps  | Rang                                |
| Athlète                                        | Cheval            | Compétition | Saut          | Temps         | Total         | Temps         | Rang          | Saut      | Temps     | Total     | Temps  | Rang                                |
| ---------------------------------------------- | ----------------- | ----------- | ------------- | ------------- | ------------- | ------------- | ------------- | --------- | --------- | --------- | ------ | ----------------------------------- |
| Niels Bruynseels                               | Delux van T & L   | Individuel  | 0,00          | 0,00          | 0,00          | 86,67         | =1er          | Éliminé   | -         | -         | -      | -                                   |
| Jérôme Guéry                                   | Quel Homme de Hus | Individuel  | 0,00          | 0,00          | 0,00          | 86,10         | =1er          | 4,00      | 3,00      | 7,00      | 99,84  | 14e                                 |
| Grégory Wathelet                               | Nevados S         | Individuel  | 0,00          | 0,00          | 0,00          | 85,20         | =1er          | 4,00      | 0,00      | 4,00      | 84,26  | 9e                                  |
| Niels Bruynseels Jérôme Guéry Grégory Wathelet | voir ci-dessus    | Par équipes | -             | -             | 4             | -             | 2e            | -         | -         | 12        | -      | Médaille de bronze, Jeux olympiques |

### Golf
La Belgique a inscrit un total de deux golfeurs masculins au tournoi olympique. Thomas Detry et Thomas Pieters se sont qualifiés directement parmi les 60 meilleurs joueurs éligibles pour l'épreuve masculine.
| Athlète        | Compétition       | Scores | Scores | Scores | Scores | Total     | Rang |
| Athlète        | Compétition       | Jour 1 | Jour 2 | Jour 3 | Jour 4 | Total     | Rang |
| -------------- | ----------------- | ------ | ------ | ------ | ------ | --------- | ---- |
| Thomas Detry   | Épreuve masculine | 70     | 67     | 68     | 69     | 274 (-10) | T22  |
| Thomas Pieters | Épreuve masculine | 65     | 76     | 64     | 68     | 273 (-11) | T16  |
| Manon De Roey  | Épreuve féminine  | 71     | 67     | 74     | 74     | 286 (+2)  | T46  |

### Gymnastique artistique
La Belgique a aligné une équipe complète de quatre gymnastes dans les épreuves de gymnastique artistique féminine en terminant septième sur neuf nations éligibles pour la qualification dans le concours général par équipe aux Championnats du monde de gymnastique artistique 2019 à Stuttgart en Allemagne.
| Athlète           | Qualifications | Qualifications      | Qualifications | Qualifications | Qualifications | Qualifications | Finale   | Finale              | Finale   | Finale   | Finale  | Finale |
| Athlète           | Appareil       | Appareil            | Appareil       | Appareil       | Total          | Rang           | Appareil | Appareil            | Appareil | Appareil | Total   | Rang   |
| Athlète           | Saut           | Barres asymétriques | Poutre         | Sol            | Total          | Rang           | Saut     | Barres asymétriques | Poutre   | Sol      | Total   | Rang   |
| ----------------- | -------------- | ------------------- | -------------- | -------------- | -------------- | -------------- | -------- | ------------------- | -------- | -------- | ------- | ------ |
| Maellyse Brassart | 13.766         | 13.033              | 13.033         | 12.766         | 52.931         | 35e            | 14.033   | R                   | 10.933   | R        | -       | -      |
| Nina Derwael      | 13.900         | 15.366              | 13.766         | 13.566         | 56.598         | 7e             | R        | 15.400              | 13.866   | 13.366   | -       | -      |
| Lisa Vaelen       | 13.000         | 14.100              | 12.500         | 12.766         | 52.366         | 42e            | 14.233   | 13.766              | R        | 12.900   | -       | -      |
| Jutta Verkest     | 13.400         | 13.633              | 13.666         | 12.933         | 53.632         | 26e            | 13.466   | 12.466              | 12.200   | 13.066   | -       | -      |
| Total             | 54,065         | 56,132              | 52,965         | 52,031         | 163.895        | 5e             | 41.732   | 41.632              | 36.999   | 39.332   | 159.695 | 8e     |

| Athlète           | Compétition         | Qualifications                 | Qualifications                 | Qualifications                 | Qualifications                 | Qualifications                 | Qualifications                 | Finale   | Finale              | Finale   | Finale   | Finale   | Finale                         |
| Athlète           | Compétition         | Appareil                       | Appareil                       | Appareil                       | Appareil                       | Total                          | Rang                           | Appareil | Appareil            | Appareil | Appareil | Total    | Rang                           |
| Athlète           | Compétition         | Saut                           | Barres asymétriques            | Poutre                         | Sol                            | Total                          | Rang                           | Saut     | Barres asymétriques | Poutre   | Sol      | Total    | Rang                           |
| ----------------- | ------------------- | ------------------------------ | ------------------------------ | ------------------------------ | ------------------------------ | ------------------------------ | ------------------------------ | -------- | ------------------- | -------- | -------- | -------- | ------------------------------ |
| Nina Derwael      | Concours général    | voir les résultats par équipes | voir les résultats par équipes | voir les résultats par équipes | voir les résultats par équipes | voir les résultats par équipes | voir les résultats par équipes | 13.900   | 15.266              | 13.366   | 13.433   | 55.965   | 6e                             |
| Nina Derwael      | Barres asymétriques | -                              | 15.366                         | -                              | -                              | 15.366                         | 1re                            | -        | 15.200              | -        | -        | 15.200   | Médaille d'or, Jeux olympiques |
| Nina Derwael      | Poutre              | -                              | -                              | 13.766                         | -                              | 13.766                         | 15e                            | Éliminée | Éliminée            | Éliminée | Éliminée | Éliminée | Éliminée                       |
| Nina Derwael      | Sol                 | -                              | -                              | -                              | 13.566                         | 13.566                         | 12e                            | Éliminée | Éliminée            | Éliminée | Éliminée | Éliminée | Éliminée                       |
| Jutta Verkest     | Concours général    | voir les résultats par équipes | voir les résultats par équipes | voir les résultats par équipes | voir les résultats par équipes | voir les résultats par équipes | voir les résultats par équipes | 13.400   | 12.466              | 12.733   | 12.633   | 51.232   | 23e                            |
| Jutta Verkest     | Barres asymétriques | -                              | 14.100                         | -                              | -                              | 14.100                         | 23e                            | Éliminée | Éliminée            | Éliminée | Éliminée | Éliminée | Éliminée                       |
| Jutta Verkest     | Poutre              | -                              | -                              | 13.666                         | -                              | 13.666                         | 19e                            | Éliminée | Éliminée            | Éliminée | Éliminée | Éliminée | Éliminée                       |
| Jutta Verkest     | Sol                 | -                              | -                              | -                              | 12.933                         | 12.933                         | 31e                            | Éliminée | Éliminée            | Éliminée | Éliminée | Éliminée | Éliminée                       |
| Lisa Vaelen       | Barres asymétriques | -                              | 14.100                         | -                              | -                              | 14.100                         | 23e                            | Éliminée | Éliminée            | Éliminée | Éliminée | Éliminée | Éliminée                       |
| Lisa Vaelen       | Poutre              | -                              | -                              | 12.500                         | -                              | 12.500                         | 52e                            | Éliminée | Éliminée            | Éliminée | Éliminée | Éliminée | Éliminée                       |
| Lisa Vaelen       | Sol                 | -                              | -                              | -                              | 12.766                         | 12.766                         | 40e                            | Éliminée | Éliminée            | Éliminée | Éliminée | Éliminée | Éliminée                       |
| Maellyse Brassart | Barres asymétriques | -                              | 13.366                         | -                              | -                              | 13.366                         | 36e                            | Éliminée | Éliminée            | Éliminée | Éliminée | Éliminée | Éliminée                       |
| Maellyse Brassart | Poutre              | -                              | -                              | 13.033                         | -                              | 13.033                         | 33e                            | Éliminée | Éliminée            | Éliminée | Éliminée | Éliminée | Éliminée                       |
| Maellyse Brassart | Sol                 | -                              | -                              | -                              | 12.766                         | 12.766                         | 39e                            | Éliminée | Éliminée            | Éliminée | Éliminée | Éliminée | Éliminée                       |

### Haltérophilie
Les haltérophiles belges se sont qualifiés pour deux places de quota aux jeux, sur la base de la liste de qualification du classement de Tokyo 2020 du 11 juin 2021.
| Athlète             | Compétition           | Arraché  | Arraché | Épaulé-jeté | Épaulé-jeté | Total  | Rang |
| Athlète             | Compétition           | Résultat | Rang    | Résultat    | Rang        | Total  | Rang |
| ------------------- | --------------------- | -------- | ------- | ----------- | ----------- | ------ | ---- |
| Nina Sterckx        | Moins de 49 kg femmes | 81 kg    | 7e      | 99 kg       | 5e          | 180 kg | 5e   |
| Anna Van Bellinghen | Plus de 87 kg femmes  | 96 kg    | 10e     | 123 kg      | 10e         | 219 kg | 11e  |

### Hockey sur gazon
| Compétition      | Phase de groupe       | Phase de groupe        | Phase de groupe             | Phase de groupe     | Phase de groupe         | Phase de groupe | Quart de finale      | Demi-finale       | Finale / MB                   | Finale / MB                    |
| Compétition      | Adversaire Score      | Adversaire Score       | Adversaire Score            | Adversaire Score    | Adversaire Score        | Rang            | Adversaire Score     | Adversaire Score  | Adversaire Score              | Rang                           |
| ---------------- | --------------------- | ---------------------- | --------------------------- | ------------------- | ----------------------- | --------------- | -------------------- | ----------------- | ----------------------------- | ------------------------------ |
| Tournoi masculin | Pays-Bas Victoire 3-1 | Allemagne Victoire 3-1 | Afrique du Sud Victoire 9-4 | Canada Victoire 9-1 | Grande-Bretagne Nul 2-2 | 1er             | Espagne Victoire 3-1 | Inde Victoire 5-2 | Australie Victoire 3-2 t.a.b. | Médaille d'or, Jeux olympiques |

### Judo
Quatre judokas se sont qualifiés en étant dans le top 18 du classement mondial de la FIJ dans leur classe respective. De plus, Gabriella Willems a reçu l'une des places supplémentaires pour les athlètes européens.
| Athlète            | Compétition            | 1er tour                  | 2e tour               | Quart de finale          | Demi-finale          | Repêchage           | Finale / MB                  | Rang                                |
| Athlète            | Compétition            | Adversaire Résultat       | Adversaire Résultat   | Adversaire Résultat      | Adversaire Résultat  | Adversaire Résultat | Adversaire Résultat          | Rang                                |
| ------------------ | ---------------------- | ------------------------- | --------------------- | ------------------------ | -------------------- | ------------------- | ---------------------------- | ----------------------------------- |
| Jorre Verstraeten  | Moins de 60 kg hommes  | Plafky Victoire 01-00     | Takatō Défaite 00-10  | Éliminé                  | Éliminé              | Éliminé             | Éliminé                      | Éliminé                             |
| Matthias Casse     | Moins de 81 kg hommes  | Gandía Victoire 11-01     | Pacek Victoire 11-01  | Khubetsov Victoire 10-00 | Nagase Défaite 00-01 | -                   | Grigalashvili Victoire 10-00 | Médaille de bronze, Jeux olympiques |
| Toma Nikiforov     | Moins de 100 kg hommes | Buzacarini Victoire 01-00 | Fonseca Défaite 00-10 | Éliminé                  | Éliminé              | Éliminé             | Éliminé                      | Éliminé                             |
| Charline Van Snick | Moins de 52 kg femmes  | Guica Victoire 11-00      | Cohen Victoire 10-00  | Giuffrida Défaite 00-01  | Non qualifiée        | Giles Défaite 00-10 | Éliminée                     | 7e                                  |

### Natation
Les nageurs belges ont atteint les normes de qualification dans les épreuves suivantes (jusqu'à un maximum de 2 nageurs dans chaque épreuve au temps de qualification olympique (OQT), et potentiellement 1 au temps de sélection olympique (OST)),: Le double olympien Pieter Timmers s'est initialement qualifié en 2019, mais il a officiellement annoncé sa retraite du sport à la fin de la saison de natation 2020 et a plutôt rendu sa place de quota.
| Athlète        | Épreuve                 | Série         | Série | Demi-finale   | Demi-finale | Finale        | Finale   |
| Athlète        | Épreuve                 | Temps         | Rang  | Temps         | Rang        | Temps         | Rang     |
| -------------- | ----------------------- | ------------- | ----- | ------------- | ----------- | ------------- | -------- |
| Louis Croenen  | 100 m papillon masculin | 52 s 23       | 28e   | Éliminé       | Éliminé     | Éliminé       | Éliminé  |
| Louis Croenen  | 200 m papillon masculin | 1 min 55 s 78 | 14e   | 1 min 56 s 67 | 16e         | Éliminé       | Éliminé  |
| Fanny Lecluyse | 100 m brasse féminin    | 1 min 7 s 93  | 26e   | Éliminée      | Éliminée    | Éliminée      | Éliminée |
| Fanny Lecluyse | 200 m brasse féminin    | 2 min 23 s 42 | 11e   | 2 min 23 s 73 | 8e          | 2 min 24 s 57 | 8e       |

### Skateboard
Lore Bruggeman et Axel Cruysberghs se sont qualifiés pour les jeux en terminant parmi les 16 premiers au classement mondial du skateboard olympique pour le Street masculin et Street féminin compétitions respectivement.
| Athlète          | Compétition | Rounds | Rounds | Finale  | Finale  |
| Athlète          | Compétition | Points | Rang   | Points  | Rang    |
| ---------------- | ----------- | ------ | ------ | ------- | ------- |
| Axel Cruysberghs | Hommes      | 24,81  | 13e    | Éliminé | Éliminé |
| Lore Bruggeman   | Femmes      | 9,27   | 11e    | Éliminé | Éliminé |

### Taekwondo
La Belgique a inscrit un athlète dans la compétition de taekwondo aux Jeux. L'olympien de Rio 2016 Jaouad Achab s'est qualifié directement pour la catégorie poids légers hommes (68 kg) en terminant parmi les cinq meilleurs pratiquants de taekwondo à la fin du classement olympique WT.
| Athlète      | Compétition           | Huitièmes de finale | Quarts de finale    | Demi-finale         | Repêchage           | Finale / MB         | Rang    |
| Athlète      | Compétition           | Adversaire Résultat | Adversaire Résultat | Adversaire Résultat | Adversaire Résultat | Adversaire Résultat | Rang    |
| ------------ | --------------------- | ------------------- | ------------------- | ------------------- | ------------------- | ------------------- | ------- |
| Jaouad Achab | Moins de 68 kg hommes | Pié Défaite 11-18   | Éliminé             | Éliminé             | Éliminé             | Éliminé             | Éliminé |

### Tennis
| Athlète                           | Épreuve          | 1/32e de finale                   | 1/16e de finale                             | 1/8e de finale            | Quarts de finale    | Demi-finale         | Finale / MB         | Rang      |
| Athlète                           | Épreuve          | Adversaire Résultat               | Adversaire Résultat                         | Adversaire Résultat       | Adversaire Résultat | Adversaire Résultat | Adversaire Résultat | Rang      |
| --------------------------------- | ---------------- | --------------------------------- | ------------------------------------------- | ------------------------- | ------------------- | ------------------- | ------------------- | --------- |
| Elise Mertens                     | Simple dames     | Alexandrova Défaite 6-4, 4-6, 4-6 | Éliminée                                    | Éliminée                  | Éliminée            | Éliminée            | Éliminée            | Éliminée  |
| Alison Van Uytvanck               | Simple dames     | Jorović Victoire 6-3, 6-2         | Kvitová Victoire 5-7, 6-3, 6-0              | Muguruza Défaite 4-6, 1-6 | Éliminée            | Éliminée            | Éliminée            | Éliminée  |
| Sander Gillé Joran Vliegen        | Double messieurs | Non disputé                       | W. Koolhof / J-j. Koolhof Défaite 3-6, 6-75 | Éliminés                  | Éliminés            | Éliminés            | Éliminés            | Éliminés  |
| Elise Mertens Alison Van Uytvanck | Double dames     | Non disputé                       | Muguruza / Navarro Défaite 3-6, 6-74        | Éliminées                 | Éliminées           | Éliminées           | Éliminées           | Éliminées |

### Tir
Les tireurs belges ont obtenu des places de quota pour les épreuves suivantes grâce à leurs meilleurs résultats aux Championnats du monde de tir 2018, aux séries de Coupe du monde ISSF 2019 et aux Championnats d'Asie, à condition score de qualification (MQS) du 5 juin 2021.
| Athlète     | Compétition                  | Qualification | Qualification | Finale   | Finale   |
| Athlète     | Compétition                  | Points        | Rang          | Points   | Rang     |
| ----------- | ---------------------------- | ------------- | ------------- | -------- | -------- |
| Jessie Kaps | Carabine à air comprimé 10 m | 623.4         | 27e           | Éliminée | Éliminée |

### Tir à l'arc
Les archers belges ont gagné une place olympique à l'arc classique masculin sur la base du classement mondial.
| Athlète        | Compétition        | Tour préliminaire | Tour préliminaire | 1er tour            | 2e tour          | 3e tour          | Quarts de finale | Demi-finale      | Finale / 3e place | Rang    |
| Athlète        | Compétition        | Score             | Rang              | Adversaire Score    | Adversaire Score | Adversaire Score | Adversaire Score | Adversaire Score | Adversaire Score  | Rang    |
| -------------- | ------------------ | ----------------- | ----------------- | ------------------- | ---------------- | ---------------- | ---------------- | ---------------- | ----------------- | ------- |
| Jarno De Smedt | Individuel hommes, | 650               | 43e               | Kawata Victoire 6-2 | Li Défaite 5-6   | Éliminé          | Éliminé          | Éliminé          | Éliminé           | Éliminé |

### Triathlon
La Belgique a qualifié quatre triathlètes pour les épreuves suivantes aux Jeux en remportant la médaille d'or et en obtenant la première des trois places disponibles au tournoi de qualification olympique de relais mixte ITU 2021 à Lisbonne au Portugal.
| Athlète            | Compétition | Natation (1,5 km) | Transition 1 | Vélo (40 km)   | Transition 2 | Course (10 km) | Temps           | Résultat |
| ------------------ | ----------- | ----------------- | ------------ | -------------- | ------------ | -------------- | --------------- | -------- |
| Jelle Geens        | Hommes      | Forfait           | Forfait      | Forfait        | Forfait      | Forfait        | Forfait         | Forfait  |
| Marten Van Riel    | Hommes      | 17 min 45 s       | 40 s         | 56 min 37 s    | 29 s         | 30 min 21 s    | 1 h 45 min 52 s | 4e       |
| Valerie Barthelemy | Femmes      | 19 min 18 s       | 41 s         | 1 h 3 min 7 s  | 31 s         | 35 min 12 s    | 1 h 58 min 49 s | 10e      |
| Claire Michel      | Femmes      | 19 min 40 s       | 44 s         | 1 h 6 min 34 s | 30 s         | 43 min 37 s    | 2 h 11 min 5 s  | 34e      |

| Athlète            | Natation (250 m) | Transition 1 | Vélo (7 km) | Transition 2 | Course (1,5 km) | Temps           | Résultat |
| ------------------ | ---------------- | ------------ | ----------- | ------------ | --------------- | --------------- | -------- |
| Jelle Geens        | 4 min 11 s       | 38 s         | 9 min 39 s  | 26 s         | 5 min 36 s      | 20 min 30 s     | -        |
| Marten Van Riel    | 4 min 4 s        | 37 s         | 9 min 23 s  | 26 s         | 5 min 38 s      | 20 min 8 s      | -        |
| Valerie Barthelemy | 4 min 17 s       | 37 s         | 9 min 23 s  | 30 s         | 6 min 20 s      | 22 min 8 s      | -        |
| Claire Michel      | 3 min 53 s       | 40 s         | 10 min 31 s | 29 s         | 6 min 17 s      | 21 min 50 s     | -        |
| Total              | -                | -            | -           | -            | -               | 1 h 24 min 36 s | 5e       |

### Voile
Les marins belges ont qualifié un bateau dans chacune des classes suivantes à travers les Championnats du monde de voile 2018, les Mondiaux associés aux classes et les régates continentales.
| Athlète                      | Compétition         | Régate | Régate | Régate | Régate | Régate | Régate | Régate | Régate | Régate | Régate | Régate      | Régate      | Régate | Total net | Rang final |
| Athlète                      | Compétition         | 1      | 2      | 3      | 4      | 5      | 6      | 7      | 8      | 9      | 10     | 11          | 12          | CM     | Total net | Rang final |
| ---------------------------- | ------------------- | ------ | ------ | ------ | ------ | ------ | ------ | ------ | ------ | ------ | ------ | ----------- | ----------- | ------ | --------- | ---------- |
| Wannes Van Laer              | Laser hommes        | 33     | 25     | 20     | 14     | 28     | 31     | 14     | 18     | 13     | 17     | Non disputé | Non disputé | EL     | 118       | 27e        |
| Emma Plasschaert             | Laser Radial femmes | 10     | 17     | 11     | 8      | 6      | 5      | 5      | 4      | 17     | 21     | Non disputé | Non disputé | 2      | 108       | 4e         |
| Anouk Geurts Isaura Maenhaut | 49er FX femmes      | 17     | 3      | 4      | 14     | 22 Dsq | 22 Dsq | 2      | 16     | 15     | 10     | 9           | 9           | EL     | 121       | 14e        |